# Tuia oriental
La tuia oriental, tuia d'orient, xiprer de ventall, arbre de la vida o simplement tuia (Platycladus orientalis, abans Thuja orientalis) és una espècie de conífera de la família Cupressaceae, de fulla persistent. És l'única espècie del gènere Platycladus.
És originari del nord-oest de la Xina i també és conegut amb el nom de biota o arbre de la vida de la Xina (aquest segon nom d'origen budista).

## Característiques
Arriba a fer de 15-20 m d'alt i és de creixement lent. Les fulles són esquamiformes aplanades de 2 a 4 mm de llarg. Els cons fan de 15 a 25 mm de llarg, les llavors fan de 4 a 6 mm de llarg.

## Usos
Molt utilitzat com a arbre ornamental, resisteix molt bé el fred. La fusta s'ha fet servir en temples budistes per a la construcció i com a encens. És una de les 50 herbes fonamentals en la medicina tradicional xinesa.